# 栃木リンチ殺人事件
栃木リンチ殺人事件（とちぎリンチさつじんじけん）とは、1999年（平成11年）12月4日に栃木県で発覚した複数少年らによる拉致・監禁・暴行・恐喝・殺人・死体遺棄事件。
無抵抗な被害者を加害者少年らが連れまわして暴行を加え多額の金銭を奪い、被害者家族が警察に相談していることを知ると被害者を殺害に及んだという凶悪・凄惨な少年犯罪である。また被害者の両親から9回もの捜査依頼を受けながらそれを拒絶し続けた栃木県警察の不手際も世論に衝撃を与え、同年10月に発生した桶川ストーカー殺人事件とともに一部国民の警察不信の一因となった事件。事件発覚後、栃木県警は世論および裁判所から厳しく批判された。

## 事件の概要
栃木県警部補を父に持つ犯人A（当時19歳）は幼いころから粗暴な行為が目立ち、通信制の高等学校を退学した後は暴走族に入り、恐喝や傷害などの事件を度々起こしていた。
Aは日頃から、日産自動車社員のB（当時19歳）・無職のC（当時19歳）から金銭を巻き上げていたが、やがてBは会社の同期で性格がおとなしいXを身代わりにたてることを思いついた。そして9月29日、BがXを電話で呼び出すと、AらはXを拉致し、サラ金から次々と借金をさせて、自分たちの遊興費にあてた。
Xがサラ金から借金を拒絶されるようになると、今度はXの知人や友人から金を借りさせ、およそ2か月にわたってXを連れまわした。その間、Xをホテルなどに監禁し、最高温度のシャワーをかける「熱湯コマーシャル」、殺虫スプレーにライターで火をつけ浴びせかける「火炎放射器」などのリンチを加え、Xを散々にいたぶった。それによりXの肌は焼けただれ、顔ははれあがった。死体を検死した段階では皮膚の8割が火傷を負い、「たとえ絞殺されなくともいずれ死亡したと思われる」ほどに酷い外傷であったにもかかわらず、病院に一度連れて行ったきり（しかもAらが診察室までついて入りXに心理的圧迫を加え、腕の火傷しか見させなかった）で何の治療も施さず、火傷した皮膚にさらに90℃以上のポットの熱湯をかけ風呂場に連れ込んで熱湯シャワーをかけ（「熱湯コマーシャル」は日常化していた）、抵抗すると殴り続けるなどのリンチを加えていた。
Xの失踪に不審を抱いたXの両親は栃木県石橋警察署（現・下野警察署）に捜査を依頼するが、応対した担当官は「お宅の息子さんが悪いんじゃないの」「仲間に金を分け与えて、面白おかしく遊んでいるんだろう」「麻薬でもやっているんじゃないの」「警察は事件にならないと動かないんだよ」などとXの両親を突き放し、まったく取り合おうとはしなかった。
その後両親は石橋警察署だけでは埒が明かぬと加害者の逮捕までに宇都宮東警察署、宇都宮中央警察署、黒羽警察署（2006年、大田原警察署へ統合）栃木県警本部にも捜査を懇願し続けたが、その一切が拒否された。そこで、Xの両親は独力で、Xが監禁・暴行されている事実をつかみ、犯人グループにBとCがいるということを突き止めた。しかし、それでも石橋警察署は全く動こうとはしなかった。
Xが勤務していた日産自動車もBの証言を鵜呑みにして、「Xが嘘を言っていると思われる」との見解を示した。しかしBは社内でも札付きの存在に対し、Xは欠勤すらない真面目な社員であり、また社内の評判も良かったことからこの対応は不自然であるとし、ジャーナリストの黒木昭雄は、ここから日産による事件隠しではないかと推察している。
やがて、Xから両親のもとに、たびたび金を無心する電話がかかるようになり、両親はXの安全のために金を振り込み続けた。その金を銀行に下ろしに来たXの姿が銀行の防犯ビデオに映っていた。ビデオに映っていたXの外見は、髪を丸坊主にされ眉をそり落とされ、さらに火傷や殴られた跡があり失踪前とかなり異なっていた。銀行の関係者は「Xの後ろに複数の男たちがついていました。いつでもビデオを証拠として提出する用意があるので警察に相談してください」とXの両親に勧め、Xの両親は再び石橋警察署を訪れ、ビデオテープを証拠品として銀行から取り寄せるよう依頼した。
しかし、石橋警察署の署員は「裁判所の許可もないのにそんなことできない」と再び突き放した（署員の発言は令状のことを指したものと思われるが、銀行関係者の発言から任意の提出に応じた可能性はある）。その際、Xから両親の携帯電話に電話がかかってきた。Xの父親は事態が逼迫していることを理解してもらうべく「お父さんの友人がいるから」と友人に見立て、警察官に携帯電話を渡した。しかし、その警察官が「石橋署の警察官だ」と名乗ってしまい、電話は切られた。警察官は「あ、切れちゃった」と言って、携帯電話を父親に返したという。
一部では、Aらはこの出来事によって警察の捜査が自分たちに迫っていると考え、Xの殺害を決意したのではないかという見方がされている。のちにこの刑事の不用意な発言がXの殺害計画のきっかけとなったことが裁判で認定された。殺害の理由としては他に、あまりにも壮絶なリンチを加え続けたがゆえに、Xの身体には既に不可逆的な傷が残されており、Xを生かしていたら事件発覚は免れないと判断したからだという。
12月2日、犯行に途中から加わった高校生のD（当時16歳）とともにAらは、Xを紐で首を絞め殺害した。そして市貝町の山林に埋め、死体を埋めた穴にコンクリートを流し込んだ。死体を埋めるコンクリートやベニヤ板、スコップ、砂利を調達するのに使われたのは、Xの最後の給料だった。このときXは退職扱いとなっていた。死体を隠した後Aらは「十五年逃げ切ればいい（当時の殺人罪の公訴時効が15年であるため）」と、「追悼花火大会」と称して花火で遊ぶなどしていた。しかし、良心の呵責に耐えられなかったDが12月4日、警視庁三田警察署に自首し、事件が発覚した。警視庁は早速、三田警察署内に捜査本部を設置し、Dの証言にもとづいてXの遺体を発見。翌日警視庁はA・B・Cを逮捕した。

### 事件発覚後
全国紙は当初、警察報道を鵜呑みにして、Xを「元暴走族仲間」という趣旨で報道したため、事件は「暴走族仲間の喧嘩で死亡」などとみなされて、世論の関心をほとんどひかなかった。産経新聞社宇都宮支局員が宇都宮地方裁判所の初公判を傍聴して、初期報道と乖離した事実関係と事件の凄惨さに衝撃を受け、産経新聞栃木県版で「19歳の暴走 市貝町リンチ殺人事件」として4月7日から15回連載で県警の不手際を報じた。この段階では読者からの反応は鈍かったが、5月になって写真週刊誌FOCUSがこの少年犯罪の凄惨さと警察の不手際を報じると、他の雑誌やテレビのワイドショーも次々と取り上げるようになり、全国的な関心を呼ぶに至った。
なお、メディア世論の批判を浴びた栃木県警は2000年7月、Xの両親の訴えを無視し続けた警察官らを懲戒処分にしたが、最も罰が重い者で「停職14日間」であった。桶川ストーカー殺人事件では懲戒免職などの処分に比べて軽い処分であった。ただし、桶川ストーカー事件では、被害者の告訴状を改竄すると言う明らかな違法行為が存在した。

## 裁判の過程と結末

### 刑事裁判
自首によって事件解決のきっかけをつくったDは酌量が認められ少年院送致となった。A・B・Cも事件当時、未成年だったが、東京家庭裁判所は刑事処分相当として逆送し、宇都宮地方検察庁は殺人・死体遺棄罪でAらを起訴した。Xの遺族は強盗殺人罪で起訴するよう宇都宮検察審査会に陳述書を提出したが、棄却されている。
2000年6月1日、宇都宮地方裁判所は、「犯行は計画的で凶悪。極めて自己中心的で酌量の余地は全くない」としてA・Bに求刑通り無期懲役、Cに求刑通り懲役5～10年の判決を下した。Aは控訴したが、2001年1月29日、東京高等裁判所は控訴を棄却。その後上告も棄却され、Aの判決が確定した。Aは裁判中、リンチの際のXの様子を見てどう思ったかと言う質問に「楽しかった」と発言。また、一時は「死刑を覚悟している」と発言しておきながらその後「X君の分まで長生きしたいというのが正直な気持ち」と発言を覆した。

### 民事裁判
被害者Xの両親は、栃木県警の捜査怠慢が息子を死に追いやったとして、国家賠償法にもとづいて栃木県と加害者、およびその両親に損害賠償・1億5000万円を求める民事裁判を起こした。栃木県警は、一旦遺族に捜査ミスを認め謝罪していたが、裁判になると「Xからかかってきた電話に出た際、『警察だ』などと名乗ったことはなく、Xの母親が騒いだために電話が切れた」「Xが自ら捜索願を取り下げるよう連絡をしてきた」「警察の対応は適切で、当時事件を予見することは出来なかった」と発言を翻した。
2006年4月12日、宇都宮地方裁判所は「栃木県警の捜査怠慢と殺害の因果関係」を明確に認め、石橋署員の供述を「全く信用できない」として退けた。犯人が暴行や脅迫などで被害者を取り込むことはままあることであり、「いやしくも犯罪捜査に携わる者であれば当然わきまえておくべきである」と栃木県警の嘘と怠慢を厳しく非難、Xの遺族の主張を全面的に認める判決を下した。捜査と殺害の因果関係を認めたこの判決は画期的なものとなった。
しかし、判決が被告保護者の監督責任を認めなかったことから、Xの遺族は控訴、敗訴した栃木県も判決を不服として控訴した。栃木県が控訴した理由について、当時の栃木県知事福田富一は「『警察官の証言の信憑性』が全く認められなかった、警察官の言っていることは嘘っぱち、でっち上げという判決が下ったわけですから、このまま判決を受け入れるということになると、それを認めることになります。ついては、警察官の士気にも影響して、結果として県民益を損なうことになるだろうと思います」と述べている。
2007年3月29日、東京高等裁判所（富越和厚裁判長）は、「栃木県警の怠慢がなくても、被害者を救出出来た可能性は3割程度」と判断し、栃木県の賠償額を約1100万円に大幅減額する判決を下した。この判決は、栃木県警に大幅な配慮を示す一方、警察の怠慢がなくても被害者を救出出来た可能性が、なぜ「3割程度」なのかの根拠を示さず、被害者側に7割の責任があると判断する内容であった。被害者遺族は判決を不服として上告した。
2009年3月13日、最高裁判所第2小法廷（古田佑紀裁判長）は、被害者遺族の上告を棄却し、2審・東京高裁判決が確定した。

## 日産自動車への批判
被害者Xは、加害者に拉致監禁され出社が不可能であった最中に「会社施設およびその敷地内において、窃盗、暴行、脅迫、その他これに類する行為をしたとき（従業員就業規則第85条第6項）」という理由で、退職金不支給の諭旨退職処分を受けている。事件の詳細（欠勤していた理由）が判明してからも日産側は処分の撤回をせず、工場側も遺族に対する謝罪はおろか追悼の言葉さえ出さなかった。このあまりにも無体な仕打ちに被害者の父親は、日産への憤りを募らせた。

## 関連文献
- 三枝玄太郎 『十九歳の無念』 角川書店
- 『栃木リンチ殺人事件被害者両親の手記』 草思社 - 被害者少年の遺族による手記。書名の一部に実名が含まれているため、この部分を省略した。
- 水木毅歩人 『弥勒』（「ミラレパの夢」所収） タッシ出版 ISBN 9784990499297
- 伊藤高史 『ジャーナリズムの政治社会学 報道が社会を動かすメカニズム』 世界思想社、2010年。